# Décès en septembre 1956
Décès
- 1952
- 1953
- 1954
- 1955
- 1956
- 1957
- 1958
- 1959
- 1960

Pour une information complémentaire, voir la page d'aide.

| Date         | Nom            | Pays                   | Activités              | Âge | Source |
| ------------ | -------------- | ---------------------- | ---------------------- | --- | ------ |
| 10 septembre | Clara Beranger | Drapeau des États-Unis | Scénariste américaine. | 70  |        |